# (55565) Aya
(55565) Aya – planetoida z grupy obiektów transneptunowych, krążąca wokół Słońca w Pasie Kuipera, należąca do obiektów klasycznych.

## Odkrycie i nazwa
Obiekt (55565) 2002 AW197 został odkryty 10 stycznia 2002 roku w Obserwatorium Palomar przez Michaela Browna, Eleanor Helin, Michaela Hicksa, Kennetha Lawrence’a, Stevena Pravdo i Chada Trujillo.
Nosił oznaczenie tymczasowe 2002 AW197. W 2025 roku nadano mu nazwę własną Aya, pochodzącą od akadyjskiej bogini świtu, małżonki boga Słońca Szamasza.

## Orbita
Orbita (55565) 2002 AW197 nachylona jest pod kątem ok. 24,3° do ekliptyki, a jej mimośród wynosi 0,127. Ciało to krąży w średniej odległości 47,2 au wokół Słońca; na jeden obieg potrzebuje ok. 324 lat ziemskich. Peryhelium tego obiektu znajduje się w odległości ok. 41,2 au, a aphelium ok. 53,2 au od Słońca.

## Właściwości fizyczne
Ta odległa planetoida ma średnicę szacowaną na ok. 768 km. Jej absolutna wielkość gwiazdowa wynosi ok. 3,45m.
Obserwacje wykazują, iż asteroida ta ma neutralną barwę (może to wskazywać na istnienie lodu wodnego, w przeciwieństwie np. do (50000) Quaoar, który ma wyraźnie czerwoną barwę). Temperatura powierzchni wynosi około 40 K.